# Eriocaulon
Eriocaulon là một chi thực vật có hoa trong họ Eriocaulaceae.

## Hình ảnh

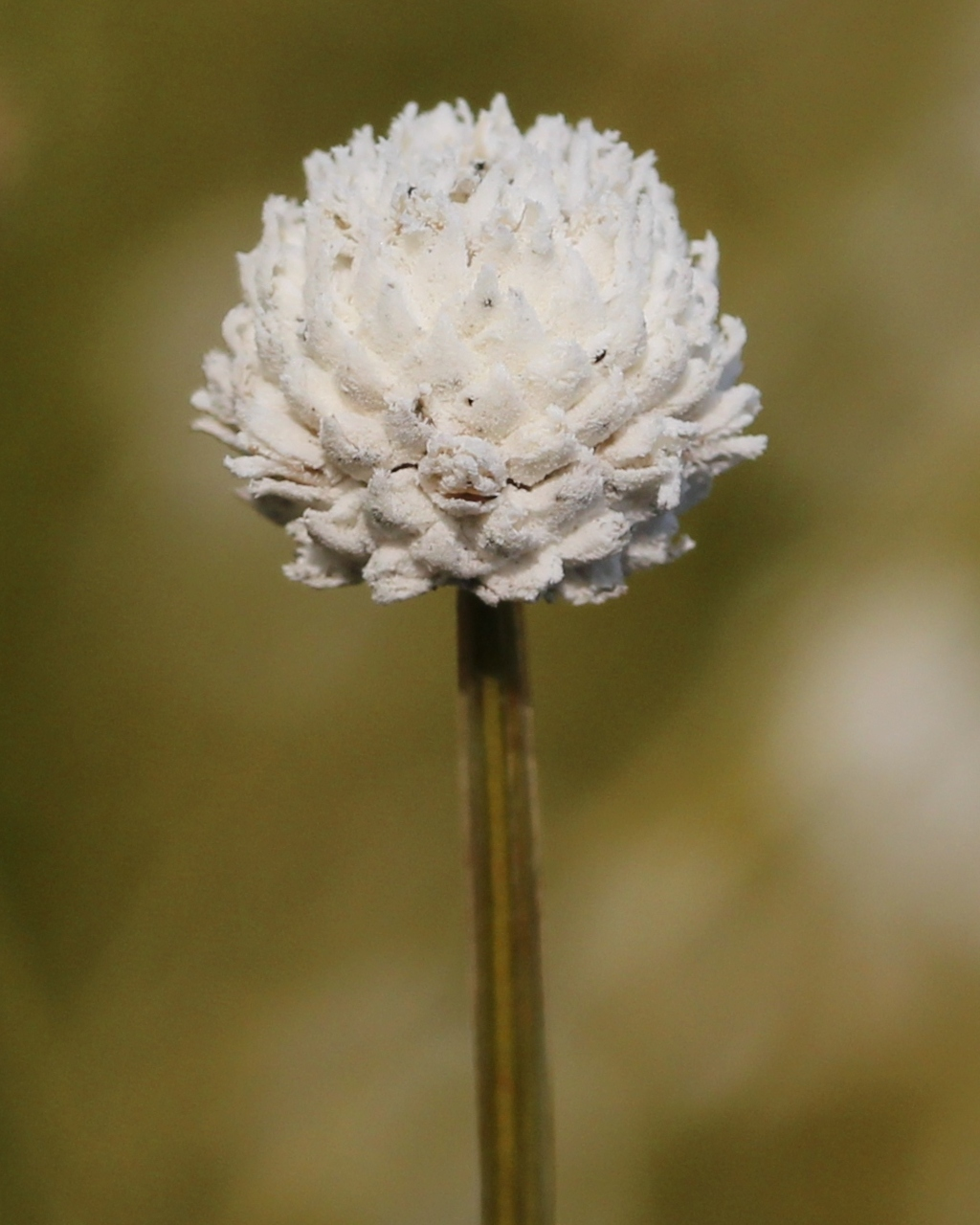
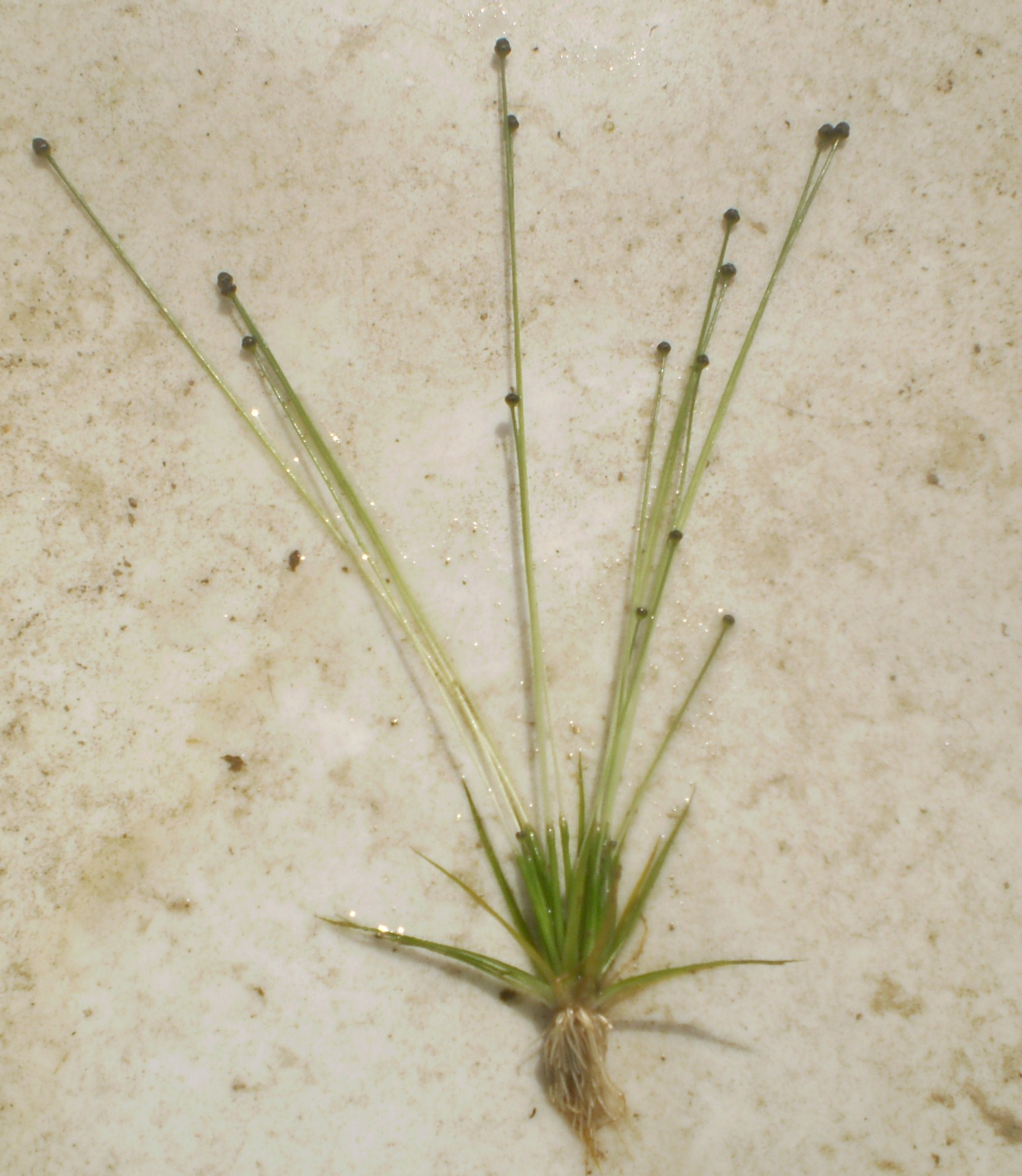
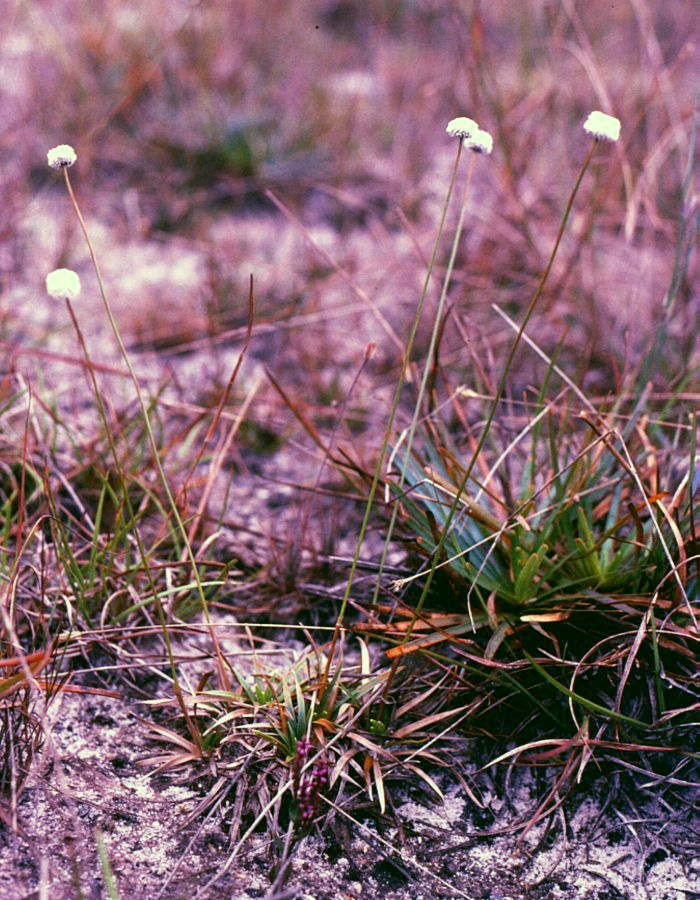
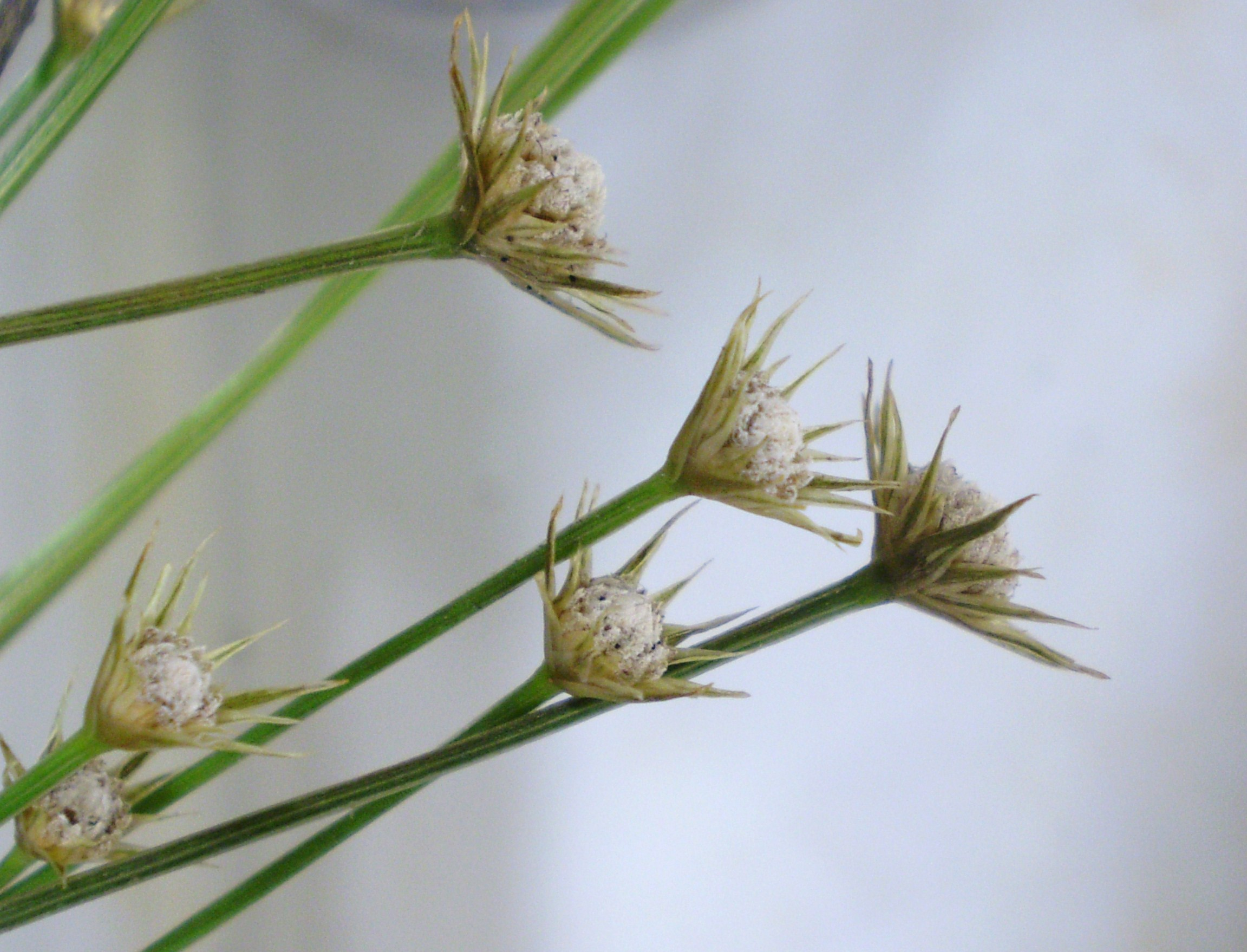